# Chi Sóc
Sciurus là một chi động vật có vú trong họ Sóc, bộ Gặm nhấm. Chi này được Linnaeus miêu tả năm 1758. Loài điển hình của chi này là Sciurus vulgaris Linnaeus, 1758. Các loài trong chi này phân bố ở Bắc Mỹ, châu Âu, châu Á ôn đới, Trung Mỹ và Nam Mỹ.

## Các loài
Chi này có khoảng 30 loài gồm:
- Phân chi Sciurus
  - Sóc Allen, Sciurus alleni

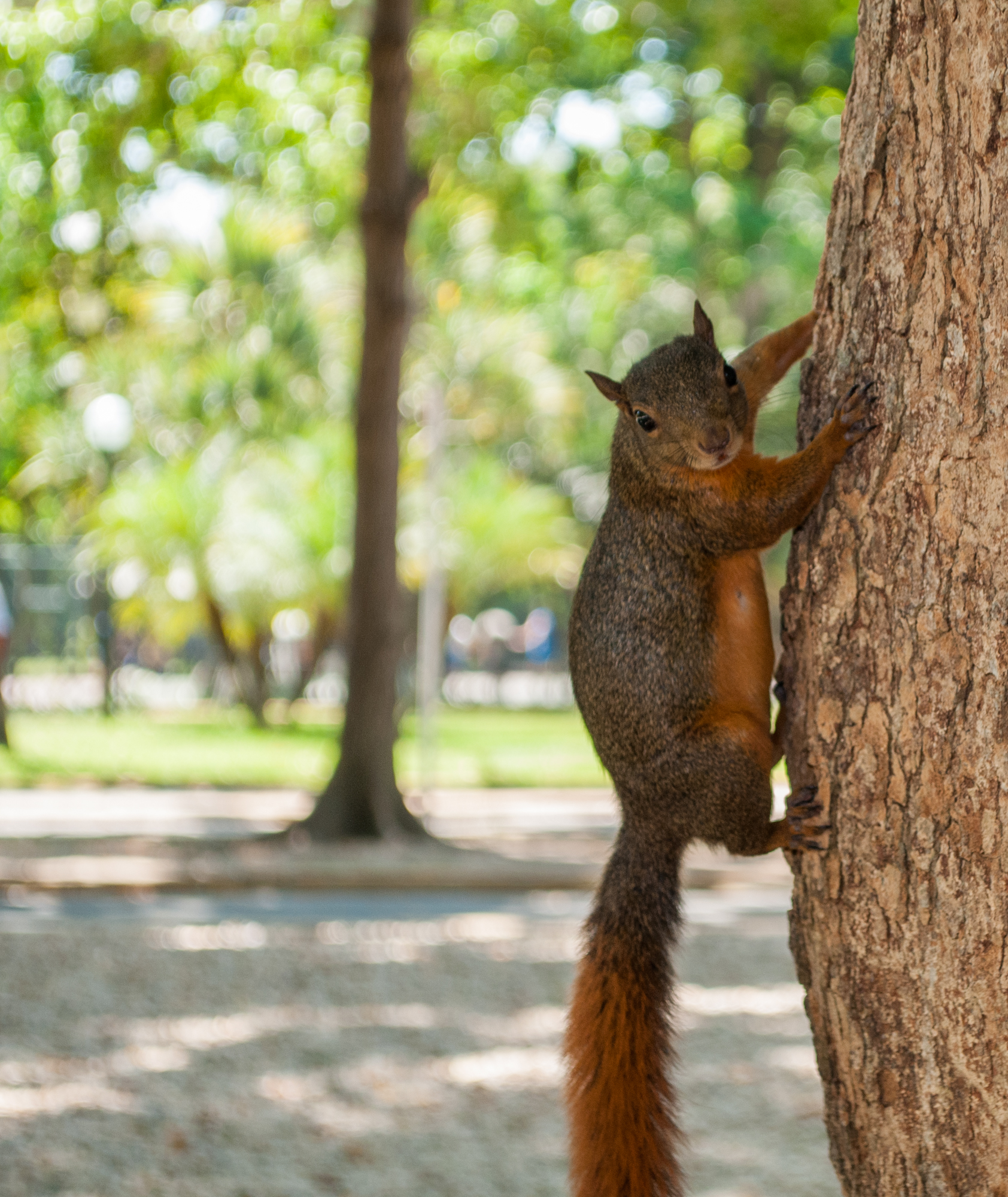
Sciurus granatensis

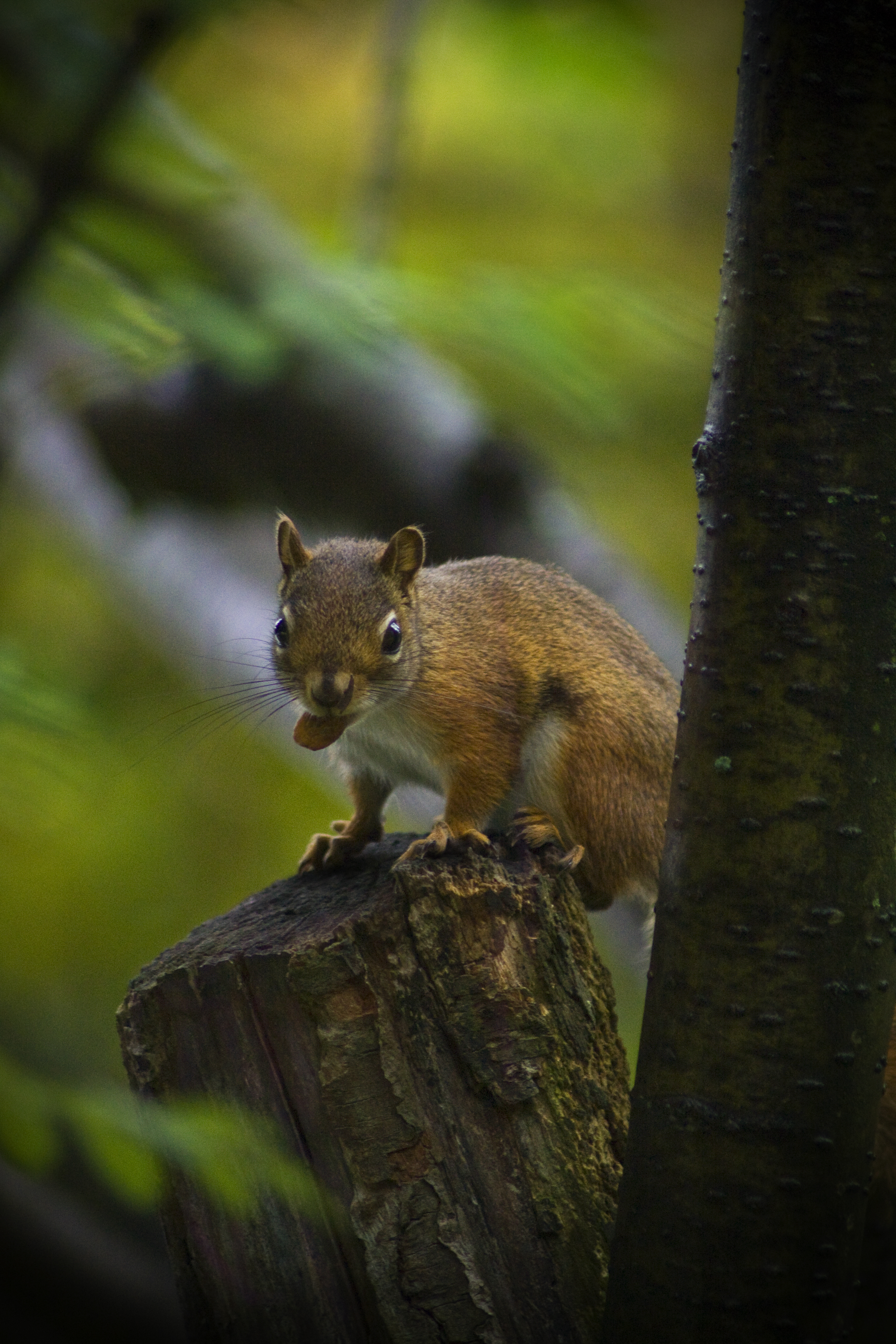
Sóc con

  - Sóc xám Arizona, Sciurus arizonensis
  - Sóc xám Mexico, Sciurus aureogaster
  - Sóc xám miền Đông, Sciurus carolinensis
  - Sóc Collie, Sciurus colliaei
  - Sóc Deppe, Sciurus deppei
  - Sóc Nhật, Sciurus lis
  - Sóc sói Mexico, Sciurus nayaritensis
  - Sóc sói miền Đông, Sciurus niger
  - Sóc Peters, Sciurus oculatus
  - Variegated Squirrel, Sciurus variegatoides
  - Sóc đỏ Á Âu, Sciurus vulgaris
  - Sóc Yucata, Sciurus yucatanensis
- Phân chi Otosciurus
  - Sóc Abert, Sciurus aberti
- Phân chi Guerlinguetus
  - Sóc Brasil, Sciurus aestuans
  - Sóc cổ vàng, Sciurus gilvigularis
  - Sóc đuôi đỏ, Sciurus granatensis
  - Sóc Bolivia, Sciurus ignitus
  - Sóc rừng Atlantic, Sciurus ingrami
  - Sóc Andes, Sciurus pucheranii
  - Sóc Richmond, Sciurus richmondi
  - Sóc Sanborn, Sciurus sanborni
  - Sóc Guayaquil, Sciurus stramineus
- Phân chi Tenes
  - Sóc đỏ Ba Tư, Sciurus anomalus
- Phân chi Hadrosciurus
  - Fiery Squirrel, Sciurus flammifer
  - Sóc đỏ Junín, Sciurus pyrrhinus
- Phân chi Hesperosciurus
  - Sóc xám miền Tây, Sciurus griseus
- Phân chi Urosciurus
  - Sóc đỏ Bắc Amazon, Sciurus igniventris
  - Sóc đỏ Nam Amazon, Sciurus spadiceus

## Hình ảnh

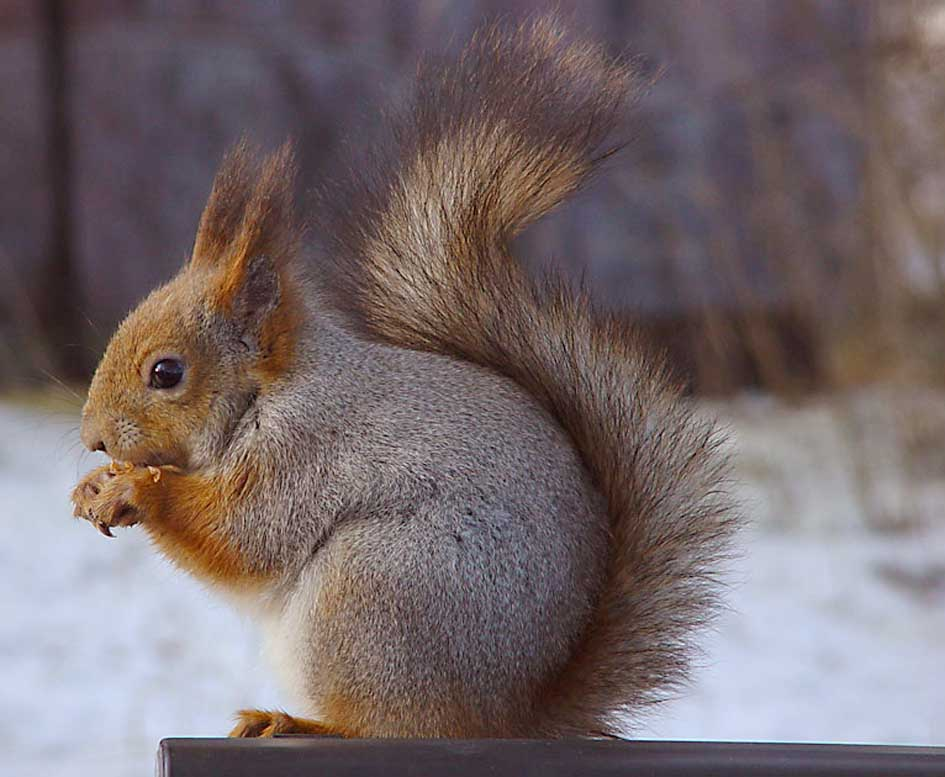
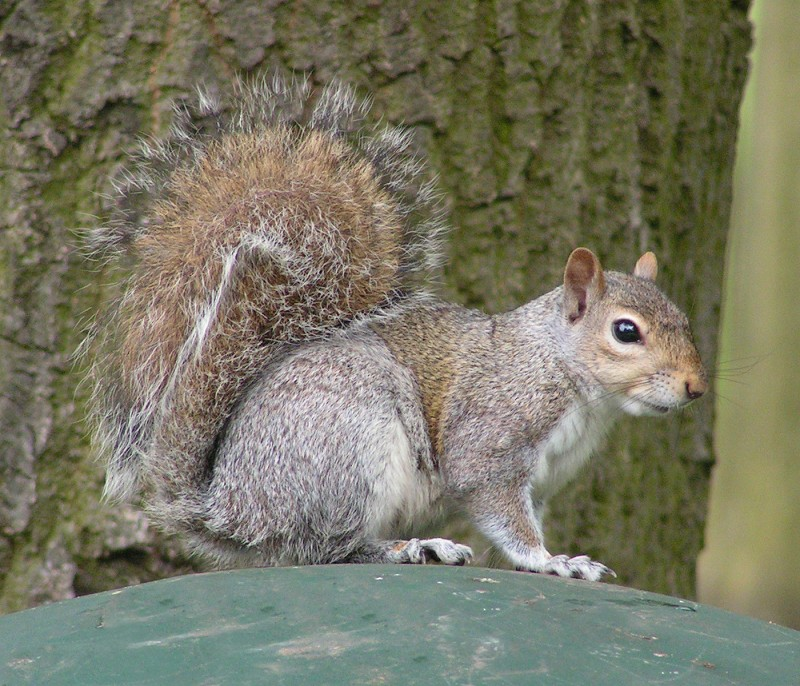
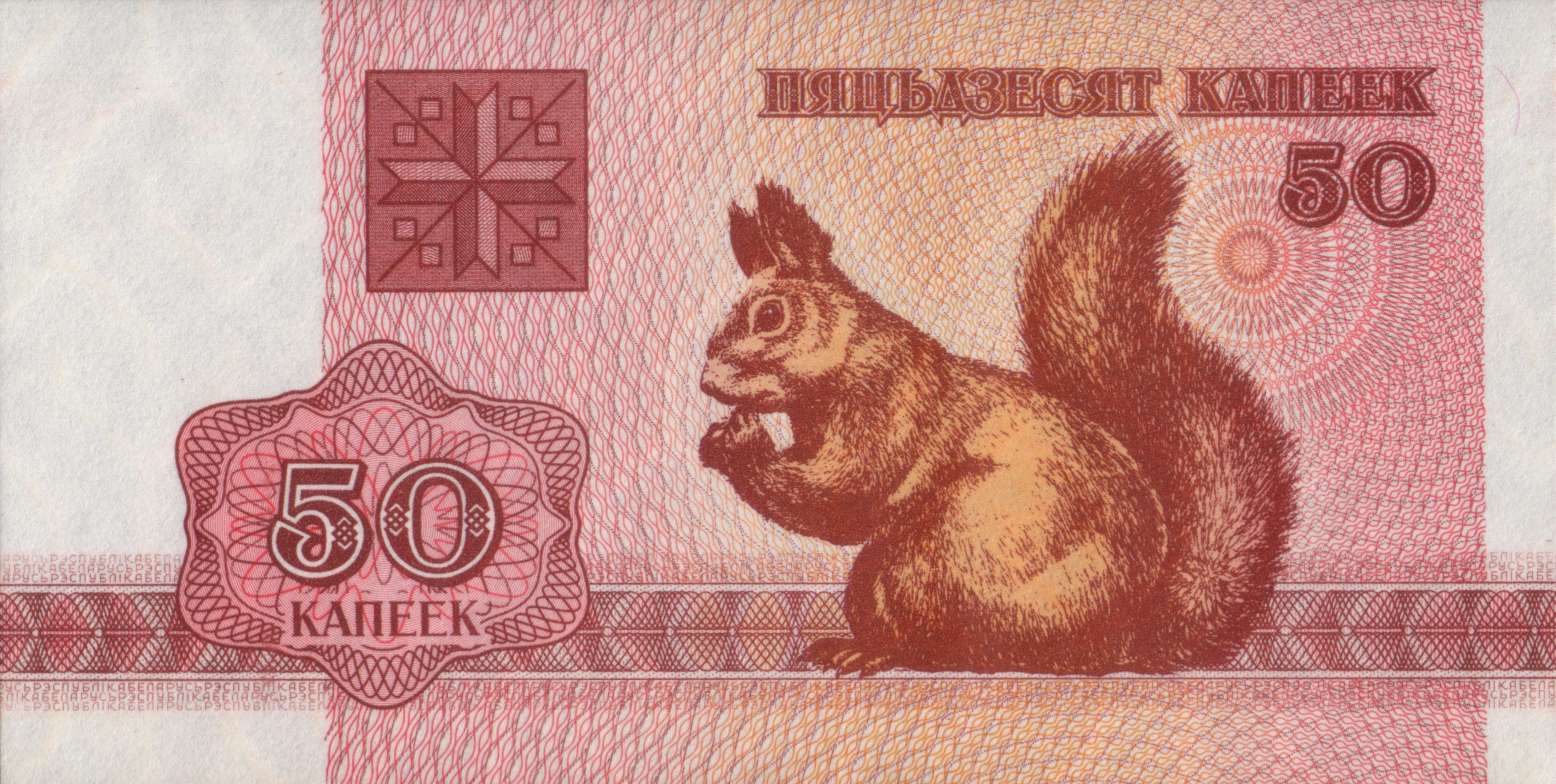
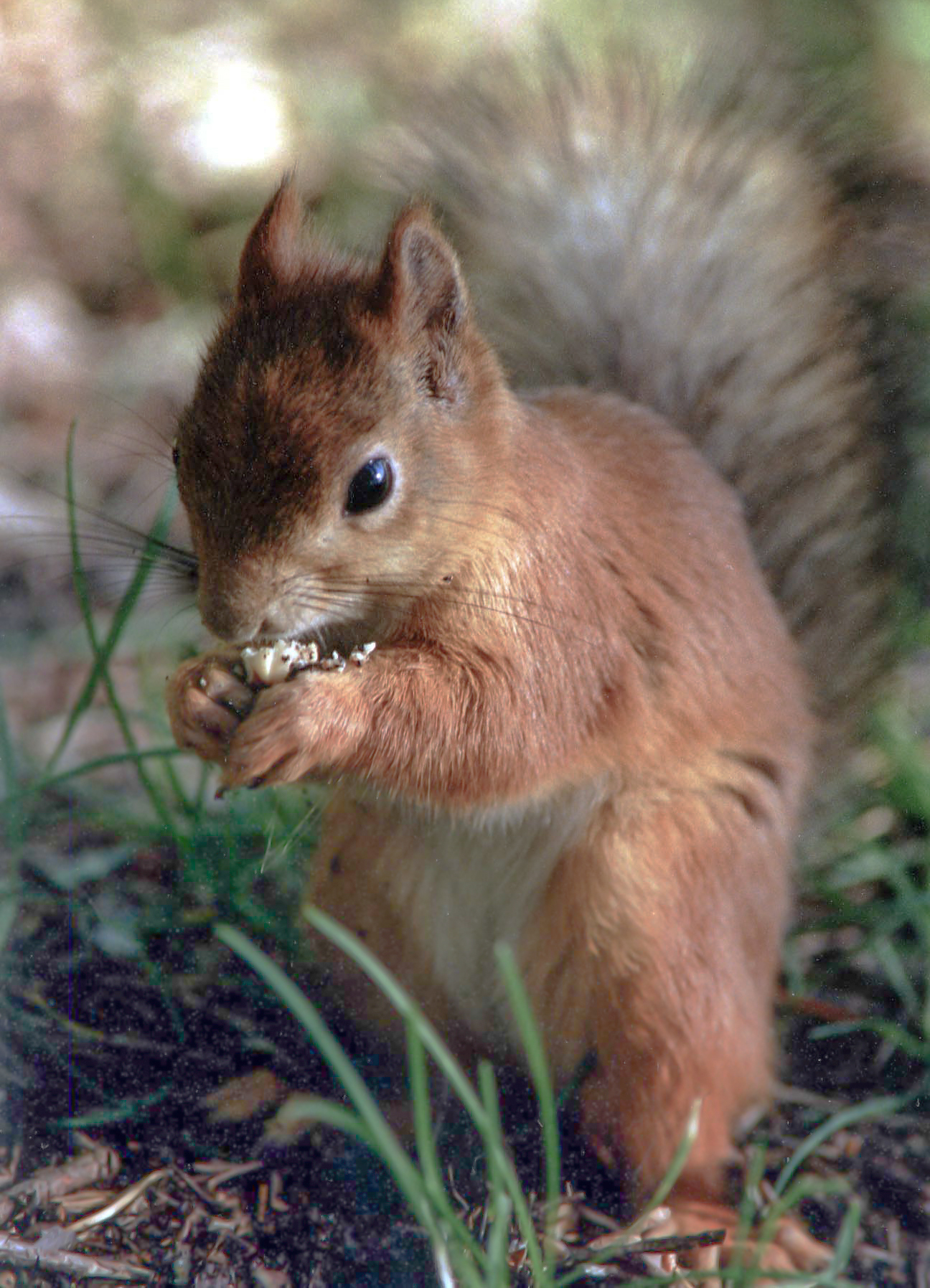